# Hasan II.
Hasan II. (arabsky: الحسن الثاني, (a)l-ḥasan aṯ-ṯānī, celým jménem al-Hasan ibn Muhammad ibn Júsuf al-Alawí, arabsky: الحسن بن محمد بن يوسف العلوي; žil 9. července 1929 Rabat – 23. července 1999 Rabat) byl členem vládnoucí marocké dynastie Alawitů a od roku 1961 až do své smrti v roce 1999 marocký král. Měl pět dětí, z toho tři dcery a dva syny. Jeho následníkem na marockém trůnu se stal jeho syn Muhammad VI.

## Původ
Hasan II. se narodil 9. července 1929 jako nejstarší syn Muhammada V., marockého sultána, vládnoucího v té době pod francouzským protektorátem, a jeho ženě Lalle Able bint Tahar. Studoval na univerzitě v Rabatu a Bordeaux. V roce 1956 se zúčastnil společně s otcem Muhammadem V. vyjednávání o nezávislosti Maroka. Tu ještě toho roku Maroko získalo a Hasan se stal následníkem trůnu.

## Vláda
Po smrti otce, krále Muhammada V., se stal 3. března 1961 marockým králem. Jeho vláda byla spíš konzervativní. Ale právě během ní byla v roce 1962 v referendu schválena ústava, která zemi učinila konstituční monarchií.
Na začátku 70. let bylo na krále spácháno několik pokusů o atentát, ty ale přežil. Vždy šlo o převraty organizované vysokými vojenskými důstojníky. Během jeho vlády se také Maroko přiklonilo na stranu Západu, resp. USA.

## Rodina
S první ženou Latifou Hammou, kterou si vzal v roce 1961, měl pět dětí:
- princezna Lalla Meryem (*1962)
- současný král Muhammad VI. (*1963)
- princezna Lalla Asma (*1965)
- princezna Lalla Hasna (*1967)
- Princ Mulaj Rašid (*1970)

S druhou ženou Fatimou bint Qaid Amhourok, kterou si vzal také v roce 1961, děti neměl.